# 2012 WG37
2012 WG37 est un transneptunien, du groupe des objets épars, de magnitude absolue 6,6. Son diamètre est estimé à environ 200 km.